# Onthophagus atrosetosus
Onthophagus atrosetosus là một loài bọ cánh cứng trong họ Bọ hung (Scarabaeidae).